# 音威子府村
音威子府村（日语：／ Otoineppu mura */?）是位於日本北海道上川綜合振興局北部的一個村。境內約85%的面積被森林覆蓋，包括位於北部的北海道大學實驗林。村莊中心大致位於音威子府川和天鹽川的匯流處，該處也是國道40號和國道275號的交會點。北海道旅客鐵道宗谷本線也通過此地，因此當地成為連接日本海和鄂霍次克海間的重要交通地點。
音威子府村被認為是「北海道」之名命名之地，也是目前（2020年）北海道轄下人口最少，唯二人口低於1,000的市町村行政區劃（另一個為神惠內村）。目前當地以「森林和木匠之村」為宣傳口號，以豐富的森林資源和工藝品進行產業發展。音威子府村也是日本蕎麥的最北種植地。
村名源自阿伊努語的「o-toy-ne-p」，意思是混濁雜亂的河口，一般認為指的是常有混濁泥砂及漂流木堆積的音威子府川和天鹽川匯流處。

## 地理
音威子府村屬內陸氣候，冬夏溫差大。夏季氣溫可達30℃左右，冬季可達-30℃。這裡也是日本降雪量最大的地區之一，被指定為豪雪地區，單季降雪量可達10公尺以上，降雪最深可遠超過170公分。

## 歷史
音威子府的地名最早出現於1797年的「松前地並西蝦夷地明細記」，當時標記為。1857年松浦武四郎探勘天鹽川流域，曾到現在的音威子府村附近的阿伊努族長老的住所投宿。1896年起，日本政府開始建設旭川往北方連繫的道路設，1904年在現在的音威子府村區域設置「常磐站遞所」，並成為音威子府村最初的開發地點，隔年開始有開墾團進入進行開墾。
1912年11月國鐵天鹽線（現在的宗谷本線）的名寄車站-音威子府車站間通車，音威子府車站週邊，又因為為與天鹽川交會，成為水運和鐵路的的交會點，並成為建設音威子府車站以北鐵路路段的據點，開始形成市區。1915年北見線（後來的天北線)和1922年天鹽線皆以音威子府往北延伸，使得音威子府成為鐵路小鎮。發展最盛時期，與國鐵相關的有關居民佔了全村5,000人口的3成。但隨著1980年代國鐵分割民營，以及1989年天北線的停駛，並縮減車站業務，人口開始銳減。
由於1978年起陸續有雕刻家來到此地建立工作室，因此在1981年起，開始以「森林和木匠之村」為發展主軸，企圖以豐富的森林資源重新帶動地方的發展，並在1984年成立了北海道唯一的全日制工藝科專業高中（北海音威子府美術工藝高等學校）。

### 年表
- 1916年：常盤村從中川村（現在的中川町）分割獨立設置。
- 1919年4月1日：成為北海道二級村。
- 1963年4月1日：改名音威子府村。

## 交通

### 機場
- 稚內機場（位於稚內市）

### 鐵路
- 北海道旅客鐵道
  - 宗谷本線：天鹽川溫泉車站 - 咲來車站 - 音威子府車站 - 筬島車站
- 過去曾有天北線，但已於1989年停駛。

|  |  |  |

### 道路
| 國道 - 國道40號 - 國道275號 主要道道 - 北海道道12號枝幸音威子府線 | 道道 - 北海道道220號歌登咲來停車場線 - 北海道道391號音威子府停車場線 |

### 巴士
- 宗谷巴士

## 觀光景點

### 景點
- 天鹽川溫泉
- 音威富士滑雪場
- 高橋昭五郎彫刻之館

## 教育

### 高等學校
- 道立北海道音威子府美術工藝高等學校

### 中學校
- 音威子府村立音威子府中學校

### 小學校
- 音威子府村立音威子府小學校

## 本地出身之名人
- 砂澤Bikky：阿伊努雕刻家，生於旭川市，後居住於音威子府村，於1989年過世。
- 田中稔：企業家

## 外部連結
- （日語）道北觀光聯盟
- （日語）北一所推進協議會（美深町、音威子府村、中川町的聯合移民推廣）